# 塞米哈特基 (敖德薩州)
47°9′20″N 31°2′2″E / 47.15556°N 31.03389°E
塞米哈特基（羅馬化：Semykhatky）是位於烏克蘭西南部的村莊，由敖德萨州贝雷济夫卡区的新卡利切韋市鎮負責管轄。該村始建於1910年，面積0.45平方公里，海拔高度90米，2001年人口345，人口密度每平方公里770.09人。